# Torneo misto pugliese 1944-1945
Il Torneo misto pugliese fu la massima competizione calcistica disputata nella regione Puglia fra il gennaio e il giugno del 1945, durante gli ultimi mesi della seconda guerra mondiale. Lo stesso conflitto bellico ne influenzò in parte il corretto svolgimento. La formazione vincitrice del torneo fu l'A.S. Bari.
Alla competizione, denominata ufficialmente "Campionato Nazionale Misto", parteciparono, in Puglia come nelle altre regioni italiane, fondamentalmente formazioni di Divisione Nazionale Serie A, B e C, da cui il nome "misto", anche se pure in questo caso furono ammessi organici delle categorie regionali. Le prime tre classificate di ogni regione (in questo caso Bari, Arsenale Taranto e Presidio Lecce) avrebbero avuto accesso a una successiva fase interregionale utile all'assegnazione del titolo di "Campione dell'Italia Liberata", ma questa non fu mai effettuata per motivi organizzativi, sìcché l'anzidetto titolo rimase inassegnato. Peraltro, anche per il manifestarsi di diversi incidenti il campionato fu dichiarato terminato anzitempo con quasi la metà delle squadre iscritte già ritirate. In seguito, infine la FIGC non prese in considerazione i campionati misti per la formulazione della stagione successiva, decretando anche la perdita di ogni loro carattere di ufficialità.  
Anche a causa della mancata effettuazione della fase interregionale, è tecnicamente corretto definirlo "Torneo misto pugliese"; in termini pratici è, talvolta, anche chiamato "Campionato pugliese del 1944-1945". Giacché i Comitati Regionali organizzarono anche i campionati minori, la competizione potrebbe essere ulteriormente chiamata "campionato misto pugliese di Divisione Nazionale", per distinguerlo dalle competizioni pugliesi delle divisioni inferiori.

## Stagione

### Premesse e struttura del campionato
Nel settembre del 1944 si sta combattendo la seconda guerra mondiale per il quarto anno consecutivo. L'Italia meridionale è già stata liberata dalle forze alleate assieme a buona parte dell'Italia centrale, mentre il conflitto nel Paese procede con lentezza lungo la cosiddetta linea Gotica.
Nel frattempo la FIGC dell'Italia Liberata, nell'agosto 1944, annuncia l'intenzione di organizzare un campionato nazionale misto per la stagione 1944-1945. Per problemi logistici la prima fase sarebbe stata organizzata dai Comitati Regionali e solo a stagione inoltrata avrebbe avuto luogo la fase interregionale tra le migliori classificate di ogni regione per l'assegnazione del titolo di Campione dell'Italia Liberata. Al campionato misto di Divisione Nazionale avrebbero partecipato le società di Serie A, B e C, anche se i Comitati Regionali potevano ammettere, a completamento degli organici, pure delle società non aventi diritto. Gli stessi Comitati Regionali, oltre al misto di Divisione Nazionale avrebbero organizzato anche i campionati minori, cioè la Prima e Seconda Divisione (in alcune regioni, ad esempio nel Lazio, non organizzati separatamente ma come campionato misto di I-II Divisione denominato ufficialmente "campionato di qualificazione"), il campionato "ragazzi" e quelli della Sezione Propaganda FIGC. Inoltre la vincente del secondo livello regionale (la Prima Divisione o eventualmente il "campionato di qualificazione") sarebbe stata promossa in Serie C o, qualora non fosse stato ancora possibile tornare alla normalità, al Campionato Nazionale Misto.

#### Le iscritte al campionato pugliese
Il Comitato Regionale pugliese della FIGC organizza un torneo regionale di Divisione Nazionale cui s'iscrivono il Bari tornato ufficialmente in attività dopo un anno e mezzo (la cui denominazione sociale è stata modificata da Unione in Associazione Sportiva Bari), il Liberty e le tarantine Audace e Pro Italia; le ultime tre tornano a calcare i campi dopo le fusioni imposte nel fascismo.
Il Bari è una squadra di Serie A, in quanto la sua retrocessione nell'ultima stagione di massima serie era stata annullata nel settembre 1943 dal commissario FIGC Mauro, mentre le anzidette formazioni, comprese Gioia del Colle ex Avio Calcio e Barletta, sono squadre di Serie C. Le restanti compagini sono tutte di Prima Divisione, allora la massima categoria del calcio regionale, o serie inferiori. Gli organici dichiarati dalle varie società, però, non rispecchiano molto questa classificazione perché diversi club dispongono di giocatori con esperienze di Serie A e B, l'Audace ad esempio dispone di Capocasale, il Barletta di Caldarulo e Giacobbe, il Gioia di Marchionneschi e Paradiso, la Pro Italia di Meneghello, Berra e Alghisi, solo per citarne alcuni. Il Liberty è l'unica squadra formata da calciatori senza esperienza nelle serie maggiori, atleti giovanissimi e quasi tutti locali. Il rafforzamento delle compagini minori con giocatori delle prime due serie nazionali è stato reso possibile da una norma transitoria dalla FIGC promulgata nel 1943, che consentiva loro di schierare in campo giocatori di altre squadre (a condizione che queste ultime avessero concesso il nullaosta) in una sorta di "prestito". In ogni caso, una volta finita la guerra, i giocatori in questione avrebbero dovuto tornare alla società di appartenenza nella stagione 1942-1943.

### Avvenimenti
Nonostante l'inizio della competizione fosse previsto per il 1944 si gioca, per motivi organizzativi, a partire dai primi mesi del 1945.
La critica sportiva considera favoriti il Bari e l'Audace.
L'ultima gara di andata proprio fra Bari e Audace, giocata il 22 aprile e finita sul risultato di 1-1 allo stadio della Vittoria, in casa dei baresi, viene trattata dai giornali pugliesi con toni elogiativi: «Era tempo che non si assisteva ad un incontro come quello di domenica mattina allo stadio [...] Questa, in breve, la più attesa partita dell'annata calcistica: l'attesa non è stata delusa perché il gioco praticato dalle due squadre è stato dei più vigorosi e robusti [...]». Quella stessa domenica, a Cassano Murge nell'incontro Gioia - Presidio Lecce, sullo 0-2 per gli ospiti l'arbitro Tateo di Bari viene aggredito da sostenitori gioiesi e di conseguenza il Gioia viene espulso dal torneo.
Nel frattempo, dopo aver sfondato la linea Gotica nella primavera del 1945, gli Alleati conquistano rapidamente il Nord Italia; alla fine della prima settimana di maggio i nazi-fascisti si arrendono: cessa la guerra in Europa.
L'8 maggio la stampa locale dichiara che, in base a un accordo fra le società, il girone di ritorno del torneo misto dovrà durare solo sei giornate, per permettere ai tanti atleti settentrionali impegnati nel Meridione di tornare a casa dalle proprie famiglie. Il Corriere dello Sport adduce come ulteriore motivazione la volontà di partecipare alle finali interregionali per l'assegnazione del titolo di Campione dell'Italia Liberata, alle quali le tre migliori classificate pugliesi non avrebbero potuto partecipare se il torneo regionale fosse terminato troppo tardi. In ogni caso la fase interregionale del campionato misto di Divisione Nazionale, alla quale avrebbero dovuto partecipare 16 squadre, non viene disputata per problemi organizzativi, tra cui l'eccessivo protrarsi dei campionati regionali.
A fine girone d'andata il Matera si ritira dal torneo; nella sesta e settima giornata si ritirano rispettivamente Pro Italia e Grottaglie per mancanza di giocatori. Alla sesta giornata, disputata il 17 giugno, avvengono risse e gravi incidenti nelle gare Audace - Acquavivese (in cui l'arbitro Cristantiello di Bari viene linciato) e Miraglia - Arsenale; di conseguenza Audace e Miraglia vengono escluse dal torneo. Dalle foto di alcune gare si nota che in molte città gli incontri sono disputati nelle piazze pubbliche e spesso non c'è alcuna barriera per evitare eventuali invasioni di campo.
Per i gravi episodi avvenuti sul campo il Commissario, il Capitano Giosuè Poli, reggente del Comitato Regionale Pugliese (che già in passato era stato il Presidente del Direttorio XIV Zona - Puglie), non ritiene che tutti gli episodi meritino l'esclusione d'ufficio delle squadre coinvolte e di fronte alla decisione della FIGC di Roma di usare "il pugno di ferro", togliendo anche i risultati delle squadre che avevano completato il girone di andata, si dimette.
Alla fine della 22ª giornata il Bari si aggiudica la vittoria del torneo distanziando di tre punti l'Arsenale Taranto e con una classifica ridotta a sette squadre; i galletti avevano chiuso il girone d'andata imbattuti e con tre pareggi (avevano vinto le prime sei partite).

## Squadre partecipanti
| Club                    | Città                      | Stadio o Campo Sportivo            | Allenatore                    | Stagione precedente               |
| ----------------------- | -------------------------- | ---------------------------------- | ----------------------------- | --------------------------------- |
| U.S. Acquavivese        | Acquaviva delle Fonti (BA) | Campo Umberto I, Acquaviva d. F.   | Benedetto Del Re              | Non iscritta                      |
| U.S. Arsenale           | Taranto                    | Campo allievi operai dell'Arsenale | U. Doneusk o Adolfo Bolognini | 6ª in Serie C, gir. M             |
| Audace F.C. 1911        | Taranto                    | Stadio Corvisea                    | Enrico Sardi o Raffaele Russo | Non iscritta                      |
| A.S. Bari               | Bari                       | Stadio della Vittoria              | Raffaele Costantino           | 15ª in Serie A                    |
| S.S. Barletta           | Barletta (BA)              | Campo sportivo Comunale            | -                             | 12ª in Serie C, gir. M            |
| U.S. Franco Baldassarre | Altamura (BA)              | Campo Cagnazzi                     | A. Cerutti                    | Non iscritta                      |
| U.S. Gioia              | Gioia del Colle (BA)       | Campo sportivo Comunale            | E. Vignolini                  | 5ª in Serie C gir. M              |
| U.S. Grottaglie         | Grottaglie (TA)            | Campo sportivo Comunale            | G. Visintin                   | Non iscritta                      |
| Pol. Liberty            | Bari                       | Campo Antonio Lella                | Michele Sinesi                | Non iscritta                      |
| U.S. Matera             | Matera                     | Campo sportivo Comunale            | Lorenzo Paradiso              | 5ª in 1ª Divisione Puglia, gir. B |
| Pol. Brindisi-Miraglia  | Brindisi                   | Campo sportivo Comunale            | M. Morotti                    | Non iscritta                      |
| U.S. Presidio           | Lecce                      | Campo sportivo Comunale            | -                             | 1ª in Serie C, gir. M             |
| S.S. Pro Italia         | Taranto                    | Stadio Corvisea                    | C. Di Donna o Giuseppe Friuli | Non iscritta                      |

## Classifica finale
|  | Pos. | Squadra             | Pt       | G  | V  | N | P  | GF | GS | DR  |
|  | ---- | ------------------- | -------- | -- | -- | - | -- | -- | -- | --- |
|  | 1.   | Bari                | 27       | 17 | 12 | 3 | 2  | 45 | 14 | +31 |
|  | 2.   | Arsenale Taranto    | 24       | 17 | 11 | 2 | 4  | 33 | 12 | +21 |
|  | 3.   | Presidio Lecce (-1) | 22       | 17 | 11 | 1 | 5  | 27 | 16 | +11 |
|  | 4.   | Acquavivese         | 21       | 17 | 10 | 1 | 6  | 26 | 24 | +2  |
|  | 5.   | Barletta            | 14       | 17 | 6  | 2 | 9  | 25 | 30 | -5  |
|  | 6.   | Franco Baldassarre  | 11       | 17 | 5  | 1 | 11 | 19 | 35 | -16 |
|  | 7.   | Liberty             | 6        | 17 | 3  | 0 | 14 | 24 | 45 | -21 |
|  | ---  | Gioia               | Escluso  |    |    |   |    |    |    |     |
|  | ---  | Matera              | Ritirato |    |    |   |    |    |    |     |
|  | ---  | US Grottaglie       | Ritirato |    |    |   |    |    |    |     |
|  | ---  | Pro Italia          | Ritirato |    |    |   |    |    |    |     |
|  | ---  | Brindisi Miraglia   | Escluso  |    |    |   |    |    |    |     |
|  | ---  | Audace Taranto      | Escluso  |    |    |   |    |    |    |     |

Legenda:
      Campione Pugliese 1944-1945
      Escluso per motivi disciplinari
      Ritirato dal campionato dopo fine girone di andata
Regolamento:
Due punti a vittoria, uno a pareggio, zero a sconfitta.
La Divisione Piceno di Fasano si è ritirata prima dell'inizio del torneo. Secondo il regolamento all'epoca vigente, le gare del girone di andata dei club Matera, Grottaglie, Pro Italia, Miraglia e Audace sono state conteggiate alle squadre classificate.
La classifica stilata sul sito Mikiegenny è inesatta.
Questa competizione non produsse effetti sulla composizione dei successivi campionati 1945-1946.

## Risultati

### Tabellone
|             | Acq  | Alt  | Ars  | Aud  | Bai  | Bal  | Gio  | Gro  | Lib  | Mat  | Mir  | Pre  | Pro    |
| ----------- | ---- | ---- | ---- | ---- | ---- | ---- | ---- | ---- | ---- | ---- | ---- | ---- | ------ |
| Acquavivese | –––– | 2-0  | 2-1  | 3-2  | 1-1  | 1-0  | n.d. | n.d. | 6-1  | n.d. | 2-1  | 0-1  | 2-0    |
| Altamura    | 1-3  | –––– | 0-3  | 0-0  | 2-4  | 2-1  | 3-1  | 2-1  | 2-1  | n.d. | 1-1  | 2-0  | n.d.   |
| Arsenale    | 4-0  | 2-0  | –––– | n.d. | 2-1  | 3-0  | n.d. | 2-0  | 4-0  | n.d. | 1-1  | 1-0  | n.d.   |
| Audace      | 1-1  | n.d. | 1-0  | –––– | n.d. | 6-0  | 0-3  | n.d. | 4-1  | n.d. | 2-0  | 1-0  | 7-1    |
| Bari        | 6-0  | 2-0  | 2-1  | 1-1  | –––– | 4-0  | 0-0  | 9-1  | 5-1  | 4-1  | n.d. | 2-1  | n.d.   |
| Barletta    | 3-1  | 3-0  | 1-1  | 2-0  | 0-3  | –––– | n.d. | n.d. | 2-1  | 7-0  | 0-1  | 3-3  | 2-0    |
| Gioia       | 3-2  | n.d. | 0-1  | n.d. | n.d. | 0-0  | –––– | 0-2  | n.d. | n.d. | n.d. | 0-2  | 2-0    |
| Grottaglie  | 0-2  | n.d. | 0-2  | 1-9  | 1-3  | 2-1  | n.d. | –––– | 1-0  | n.d. | 0-2  | 0-3  | 1-0    |
| Liberty     | 1-2  | 6-2  | 1-5  | n.d. | 0-3  | 0-2  | 1-2  | n.d. | –––– | 8-1  | 0-2  | 1-2  | 2-0    |
| Matera      | 1-0  | 0-3  | 0-1  | 0-3  | n.d. | n.d. | 1-0  | 2-5  | n.d. | –––– | n.d. | n.d. | n.d.   |
| Miraglia    | 2-0  | 2-1  | 1-2  | n.d. | 1-1  | n.d. | 1-2  | n.d. | n.d. | 4-0  | –––– | 1-0  | 3-0    |
| Presidio    | 0-1  | 1-0  | 3-1  | n.d. | 2-1  | 2-0  | n.d. | 1-0  | 2-0  | 2-0  | 4-3  | –––– | 3-0    |
| Pro Italia  | 1-0  | 4-2  | 0-1  | 0-2  | 0-2  | n.d. | n.d. | n.d. | 0-2  | 2-0  | n.d. | n.d. | ––––\| |

### Calendario
| andata (1ª) | andata (1ª)      | Prima giornata     | ritorno (14ª) | ritorno (14ª) |
|             |                  |                    |               |               |
| 28 gen.     | 2-4              | Altamura-Bari      | 0-2           | 13 mag.       |
| 28 gen.     | 0-2              | Gioia-Grottaglie   | n.d.          | 13 mag.       |
| 28 gen.     | 0-2              | Liberty-Barletta   | 1-2           | 13 mag.       |
| 28 gen.     | 1-0              | Matera-Acquavivese | n.d.          | 13 mag.       |
| 28 gen.     | 4-3              | Presidio-Miraglia  | 0-1           | 13 mag.       |
| 28 gen.     | 0-2              | Pro Italia-Audace  | 1-7           | 13 mag.       |
| 28 gen.     | Riposa: Arsenale |                    |               | 13 mag.       |

| andata (2ª) | andata (2ª)        | Seconda giornata       | ritorno (15ª) | ritorno (15ª) |
|             |                    |                        |               |               |
| 4 feb.      | 2-0                | Acquavivese-Pro Italia | 0-1           | 20 mag.       |
| 4 feb.      | 0-3                | Audace-Gioia           | n.d.          | 20 mag.       |
| 4 feb.      | 5-1                | Bari-Liberty           | 3-0           | 14 giu.       |
| 4 feb.      | 1-1                | Barletta-Arsenale      | 0-3           | 20 mag.       |
| 4 feb.      | 2-1                | Miraglia-Altamura      | 1-1           | 20 mag.       |
| 4 feb.      | 2-0                | Presidio-Matera        | n.d.          | 20 mag.       |
| 4 feb.      | Riposa: Grottaglie |                        |               | 20 mag.       |

| andata (1ª) | andata (1ª)      | Prima giornata     | ritorno (14ª) | ritorno (14ª) |
|             |                  |                    |               |               |
| 28 gen.     | 2-4              | Altamura-Bari      | 0-2           | 13 mag.       |
| 28 gen.     | 0-2              | Gioia-Grottaglie   | n.d.          | 13 mag.       |
| 28 gen.     | 0-2              | Liberty-Barletta   | 1-2           | 13 mag.       |
| 28 gen.     | 1-0              | Matera-Acquavivese | n.d.          | 13 mag.       |
| 28 gen.     | 4-3              | Presidio-Miraglia  | 0-1           | 13 mag.       |
| 28 gen.     | 0-2              | Pro Italia-Audace  | 1-7           | 13 mag.       |
| 28 gen.     | Riposa: Arsenale |                    |               | 13 mag.       |

| andata (2ª) | andata (2ª)        | Seconda giornata       | ritorno (15ª) | ritorno (15ª) |
|             |                    |                        |               |               |
| 4 feb.      | 2-0                | Acquavivese-Pro Italia | 0-1           | 20 mag.       |
| 4 feb.      | 0-3                | Audace-Gioia           | n.d.          | 20 mag.       |
| 4 feb.      | 5-1                | Bari-Liberty           | 3-0           | 14 giu.       |
| 4 feb.      | 1-1                | Barletta-Arsenale      | 0-3           | 20 mag.       |
| 4 feb.      | 2-1                | Miraglia-Altamura      | 1-1           | 20 mag.       |
| 4 feb.      | 2-0                | Presidio-Matera        | n.d.          | 20 mag.       |
| 4 feb.      | Riposa: Grottaglie |                        |               | 20 mag.       |

| andata (3ª) | andata (3ª)      | Terza giornata      | ritorno (16ª) | ritorno (16ª) |
|             |                  |                     |               |               |
| 11 feb.     | 2-1              | Altamura-Barletta   | 0-3           | 27 mag.       |
| 11 feb.     | 1-0              | Arsenale-Presidio   | 1-3           | 27 mag.       |
| 11 feb.     | 2-0              | Gioia-Pro Italia    | n.d.          | 27 mag.       |
| 11 feb.     | 1-3              | Grottaglie-Bari     | 1-9           | 27 mag.       |
| 11 feb.     | 1-2              | Liberty-Acquavivese | 1-6           | 27 mag.       |
| 11 feb.     | 0-3              | Matera-Audace       | n.d.          | 27 mag.       |
| 11 feb.     | Riposa: Miraglia |                     |               | 27 mag.       |

| andata (4ª) | andata (4ª)    | Quarta giornata      | ritorno (17ª) | ritorno (17ª) |
|             |                |                      |               |               |
| 18 feb.     | 2-0            | Acquavivese-Altamura | 3-1           | 3 giu.        |
| 18 feb.     | 2-1            | Bari-Arsenale        | 1-2           | 3 giu.        |
| 18 feb.     | 7-0            | Barletta-Matera      | n.d.          | 3 giu.        |
| 18 feb.     | 1-2            | Miraglia-Gioia       | n.d.          | 3 giu.        |
| 18 feb.     | 1-0            | Presidio-Grottaglie  | 3-0           | 3 giu.        |
| 18 feb.     | 0-2            | Pro Italia-Liberty   | 0-2           | 3 giu.        |
| 18 feb.     | Riposa: Audace |                      |               | 3 giu.        |

| andata (3ª) | andata (3ª)      | Terza giornata      | ritorno (16ª) | ritorno (16ª) |
|             |                  |                     |               |               |
| 11 feb.     | 2-1              | Altamura-Barletta   | 0-3           | 27 mag.       |
| 11 feb.     | 1-0              | Arsenale-Presidio   | 1-3           | 27 mag.       |
| 11 feb.     | 2-0              | Gioia-Pro Italia    | n.d.          | 27 mag.       |
| 11 feb.     | 1-3              | Grottaglie-Bari     | 1-9           | 27 mag.       |
| 11 feb.     | 1-2              | Liberty-Acquavivese | 1-6           | 27 mag.       |
| 11 feb.     | 0-3              | Matera-Audace       | n.d.          | 27 mag.       |
| 11 feb.     | Riposa: Miraglia |                     |               | 27 mag.       |

| andata (4ª) | andata (4ª)    | Quarta giornata      | ritorno (17ª) | ritorno (17ª) |
|             |                |                      |               |               |
| 18 feb.     | 2-0            | Acquavivese-Altamura | 3-1           | 3 giu.        |
| 18 feb.     | 2-1            | Bari-Arsenale        | 1-2           | 3 giu.        |
| 18 feb.     | 7-0            | Barletta-Matera      | n.d.          | 3 giu.        |
| 18 feb.     | 1-2            | Miraglia-Gioia       | n.d.          | 3 giu.        |
| 18 feb.     | 1-0            | Presidio-Grottaglie  | 3-0           | 3 giu.        |
| 18 feb.     | 0-2            | Pro Italia-Liberty   | 0-2           | 3 giu.        |
| 18 feb.     | Riposa: Audace |                      |               | 3 giu.        |

| andata (5ª) | andata (5ª)      | Quinta giornata     | ritorno (18ª) | ritorno (18ª) |
|             |                  |                     |               |               |
| 25 feb.     | 1-0              | Audace-Arsenale     | n.d.          | 10 giu.       |
| 25 feb.     | 0-3              | Barletta-Bari       | 0-4           | 10 giu.       |
| 25 feb.     | 3-2              | Gioia-Acquavivese   | n.d.          | 10 giu.       |
| 25 feb.     | 0-2              | Grottaglie-Miraglia | n.d.          | 10 giu.       |
| 25 feb.     | 1-2              | Liberty-Presidio    | 0-2           | 10 giu.       |
| 25 feb.     | 2-0              | Pro Italia-Matera   | n.d.          | 10 giu.       |
| 25 feb.     | Riposa: Altamura |                     |               | 10 giu.       |

| andata (6ª) | andata (6ª)      | Sesta giornata      | ritorno (19ª) | ritorno (19ª) |
|             |                  |                     |               |               |
| 4 mar.      | 3-2              | Acquavivese-Audace  | 1-1           | 17 giu.       |
| 4 mar.      | 2-1              | Altamura-Liberty    | 2-6           | 17 giu.       |
| 4 mar.      | 2-0              | Arsenale-Grottaglie | 2-0           | 17 giu.       |
| 4 mar.      | 2-1              | Bari-Presidio       | 1-2           | 17 giu.       |
| 4 mar.      | 3-0              | Miraglia-Pro Italia | n.d.          | 17 giu.       |
| 4 mar.      | 1-0              | Matera-Gioia        | n.d.          | 17 giu.       |
| 4 mar.      | Riposa: Barletta |                     |               | 17 giu.       |

| andata (5ª) | andata (5ª)      | Quinta giornata     | ritorno (18ª) | ritorno (18ª) |
|             |                  |                     |               |               |
| 25 feb.     | 1-0              | Audace-Arsenale     | n.d.          | 10 giu.       |
| 25 feb.     | 0-3              | Barletta-Bari       | 0-4           | 10 giu.       |
| 25 feb.     | 3-2              | Gioia-Acquavivese   | n.d.          | 10 giu.       |
| 25 feb.     | 0-2              | Grottaglie-Miraglia | n.d.          | 10 giu.       |
| 25 feb.     | 1-2              | Liberty-Presidio    | 0-2           | 10 giu.       |
| 25 feb.     | 2-0              | Pro Italia-Matera   | n.d.          | 10 giu.       |
| 25 feb.     | Riposa: Altamura |                     |               | 10 giu.       |

| andata (6ª) | andata (6ª)      | Sesta giornata      | ritorno (19ª) | ritorno (19ª) |
|             |                  |                     |               |               |
| 4 mar.      | 3-2              | Acquavivese-Audace  | 1-1           | 17 giu.       |
| 4 mar.      | 2-1              | Altamura-Liberty    | 2-6           | 17 giu.       |
| 4 mar.      | 2-0              | Arsenale-Grottaglie | 2-0           | 17 giu.       |
| 4 mar.      | 2-1              | Bari-Presidio       | 1-2           | 17 giu.       |
| 4 mar.      | 3-0              | Miraglia-Pro Italia | n.d.          | 17 giu.       |
| 4 mar.      | 1-0              | Matera-Gioia        | n.d.          | 17 giu.       |
| 4 mar.      | Riposa: Barletta |                     |               | 17 giu.       |

| andata (7ª) | andata (7ª)    | Settima giornata       | ritorno (20ª) | ritorno (20ª) |
|             |                |                        |               |               |
| 11 mar.     | 6-0            | Audace-Barletta        | 0-2           | data?         |
| 11 mar.     | 0-1            | Gioia-Arsenale         | n.d.          | 24 giu.       |
| 11 mar.     | 0-2            | Grottaglie-Acquavivese | n.d.          | 24 giu.       |
| 11 mar.     | 0-2            | Liberty-Miraglia       | n.d.          | 24 giu.       |
| 11 mar.     | 1-0            | Presidio-Altamura      | 0-2*          | 24 giu.       |
| 11 mar.     | 0-2            | Pro Italia-Bari        | n.d.          | 24 giu.       |
| 11 mar.     | Riposa: Matera |                        |               | 24 giu.       |

| andata (8ª) | andata (8ª)         | Ottava giornata     | ritorno (21ª) | ritorno (21ª) |
|             |                     |                     |               |               |
| 18 mar.     | 2-1                 | Altamura-Grottaglie | n.d.          | 1º lug.       |
| 18 mar.     | 4-0                 | Arsenale-Liberty    | 5-1           | 1º lug.       |
| 18 mar.     | 1-0                 | Audace-Presidio     | n.d.          | 1º lug.       |
| 18 mar.     | 0-0                 | Bari-Gioia          | n.d.          | 1º lug.       |
| 18 mar.     | 2-0                 | Barletta-Pro Italia | n.d.          | 1º lug.       |
| 18 mar.     | 4-0                 | Miraglia-Matera     | n.d.          | 1º lug.       |
| 18 mar.     | Riposa: Acquavivese |                     |               | 1º lug.       |

| andata (7ª) | andata (7ª)    | Settima giornata       | ritorno (20ª) | ritorno (20ª) |
|             |                |                        |               |               |
| 11 mar.     | 6-0            | Audace-Barletta        | 0-2           | data?         |
| 11 mar.     | 0-1            | Gioia-Arsenale         | n.d.          | 24 giu.       |
| 11 mar.     | 0-2            | Grottaglie-Acquavivese | n.d.          | 24 giu.       |
| 11 mar.     | 0-2            | Liberty-Miraglia       | n.d.          | 24 giu.       |
| 11 mar.     | 1-0            | Presidio-Altamura      | 0-2*          | 24 giu.       |
| 11 mar.     | 0-2            | Pro Italia-Bari        | n.d.          | 24 giu.       |
| 11 mar.     | Riposa: Matera |                        |               | 24 giu.       |

| andata (8ª) | andata (8ª)         | Ottava giornata     | ritorno (21ª) | ritorno (21ª) |
|             |                     |                     |               |               |
| 18 mar.     | 2-1                 | Altamura-Grottaglie | n.d.          | 1º lug.       |
| 18 mar.     | 4-0                 | Arsenale-Liberty    | 5-1           | 1º lug.       |
| 18 mar.     | 1-0                 | Audace-Presidio     | n.d.          | 1º lug.       |
| 18 mar.     | 0-0                 | Bari-Gioia          | n.d.          | 1º lug.       |
| 18 mar.     | 2-0                 | Barletta-Pro Italia | n.d.          | 1º lug.       |
| 18 mar.     | 4-0                 | Miraglia-Matera     | n.d.          | 1º lug.       |
| 18 mar.     | Riposa: Acquavivese |                     |               | 1º lug.       |

| andata (9ª) | andata (9ª)      | Nona giornata       | ritorno (22ª) | ritorno (22ª) |
|             |                  |                     |               |               |
| 25 mar.     | 1-1              | Acquavivese-Bari    | 0-6           | 27 giu.       |
| 25 mar.     | 0-1              | Barletta-Miraglia   | n.d.          | 8 lug.        |
| 25 mar.     | 1-9              | Grottaglie-Audace   | n.d.          | 8 lug.        |
| 25 mar.     | 1-2              | Liberty-Gioia       | n.d.          | 8 lug.        |
| 25 mar.     | 0-1              | Matera-Arsenale     | n.d.          | 8 lug.        |
| 25 mar.     | 4-2              | Pro Italia-Altamura | n.d.          | 8 lug.        |
| 25 mar.     | Riposa: Presidio |                     |               | 8 lug.        |

| andata (10ª) | andata (10ª) | Decima giornata      | ritorno (23ª) | ritorno (23ª) |
|              |              |                      |               |               |
| 1º apr.      | 2-0          | Arsenale-Altamura    | 3-0           | 24 giu.       |
| 1º apr.      | 4-1          | Audace-Liberty       | n.d.          | 14 lug.       |
| 1º apr.      | 0-0          | Gioia-Barletta       | n.d.          | 14 lug.       |
| 1º apr.      | 2-5          | Matera-Grottaglie    | n.d.          | 14 lug.       |
| 1º apr.      | 2-0          | Miraglia-Acquavivese | 1-2           | 10 giu.       |
| 1º apr.      | 3-0          | Presidio-Pro Italia  | n.d.          | 14 lug.       |
| 1º apr.      | Riposa: Bari |                      |               | 14 lug.       |

| andata (9ª) | andata (9ª)      | Nona giornata       | ritorno (22ª) | ritorno (22ª) |
|             |                  |                     |               |               |
| 25 mar.     | 1-1              | Acquavivese-Bari    | 0-6           | 27 giu.       |
| 25 mar.     | 0-1              | Barletta-Miraglia   | n.d.          | 8 lug.        |
| 25 mar.     | 1-9              | Grottaglie-Audace   | n.d.          | 8 lug.        |
| 25 mar.     | 1-2              | Liberty-Gioia       | n.d.          | 8 lug.        |
| 25 mar.     | 0-1              | Matera-Arsenale     | n.d.          | 8 lug.        |
| 25 mar.     | 4-2              | Pro Italia-Altamura | n.d.          | 8 lug.        |
| 25 mar.     | Riposa: Presidio |                     |               | 8 lug.        |

| andata (10ª) | andata (10ª) | Decima giornata      | ritorno (23ª) | ritorno (23ª) |
|              |              |                      |               |               |
| 1º apr.      | 2-0          | Arsenale-Altamura    | 3-0           | 24 giu.       |
| 1º apr.      | 4-1          | Audace-Liberty       | n.d.          | 14 lug.       |
| 1º apr.      | 0-0          | Gioia-Barletta       | n.d.          | 14 lug.       |
| 1º apr.      | 2-5          | Matera-Grottaglie    | n.d.          | 14 lug.       |
| 1º apr.      | 2-0          | Miraglia-Acquavivese | 1-2           | 10 giu.       |
| 1º apr.      | 3-0          | Presidio-Pro Italia  | n.d.          | 14 lug.       |
| 1º apr.      | Riposa: Bari |                      |               | 14 lug.       |

| andata (11ª) | andata (11ª)       | Undicesima giornata  | ritorno (24ª) | ritorno (24ª) |
|              |                    |                      |               |               |
| 8 apr.       | 2-1                | Acquavivese-Arsenale | 0-4           | 8 lug.        |
| 8 apr.       | 3-1                | Altamura-Gioia       | n.d.          | 21 lug.       |
| 8 apr.       | 2-0                | Audace-Miraglia      | n.d.          | 21 lug.       |
| 8 apr.       | 4-1                | Bari-Matera          | n.d.          | 21 lug.       |
| 8 apr.       | 3-3                | Barletta-Presidio    | 0-2           | 21 lug.       |
| 8 apr.       | 1-0                | Grottaglie-Liberty   | n.d.          | 21 lug.       |
| 8 apr.       | Riposa: Pro Italia |                      |               | 21 lug.       |

| andata (12ª) | andata (12ª)  | Dodicesima giornata  | ritorno (25ª) | ritorno (25ª) |
|              |               |                      |               |               |
| 15 apr.      | 0-0           | Altamura-Audace      | n.d.          | 28 lug.       |
| 15 apr.      | 2-1           | Grottaglie-Barletta  | n.d.          | 28 lug.       |
| 15 apr.      | 8-1           | Liberty-Matera       | n.d.          | 28 lug.       |
| 15 apr.      | 1-1           | Miraglia-Bari        | n.d.          | 28 lug.       |
| 15 apr.      | 0-1           | Presidio-Acquavivese | 1-0           | 28 lug.       |
| 15 apr.      | 0-1           | Pro Italia-Arsenale  | n.d.          | 28 lug.       |
| 15 apr.      | Riposa: Gioia |                      |               | 28 lug.       |

| andata (11ª) | andata (11ª)       | Undicesima giornata  | ritorno (24ª) | ritorno (24ª) |
|              |                    |                      |               |               |
| 8 apr.       | 2-1                | Acquavivese-Arsenale | 0-4           | 8 lug.        |
| 8 apr.       | 3-1                | Altamura-Gioia       | n.d.          | 21 lug.       |
| 8 apr.       | 2-0                | Audace-Miraglia      | n.d.          | 21 lug.       |
| 8 apr.       | 4-1                | Bari-Matera          | n.d.          | 21 lug.       |
| 8 apr.       | 3-3                | Barletta-Presidio    | 0-2           | 21 lug.       |
| 8 apr.       | 1-0                | Grottaglie-Liberty   | n.d.          | 21 lug.       |
| 8 apr.       | Riposa: Pro Italia |                      |               | 21 lug.       |

| andata (12ª) | andata (12ª)  | Dodicesima giornata  | ritorno (25ª) | ritorno (25ª) |
|              |               |                      |               |               |
| 15 apr.      | 0-0           | Altamura-Audace      | n.d.          | 28 lug.       |
| 15 apr.      | 2-1           | Grottaglie-Barletta  | n.d.          | 28 lug.       |
| 15 apr.      | 8-1           | Liberty-Matera       | n.d.          | 28 lug.       |
| 15 apr.      | 1-1           | Miraglia-Bari        | n.d.          | 28 lug.       |
| 15 apr.      | 0-1           | Presidio-Acquavivese | 1-0           | 28 lug.       |
| 15 apr.      | 0-1           | Pro Italia-Arsenale  | n.d.          | 28 lug.       |
| 15 apr.      | Riposa: Gioia |                      |               | 28 lug.       |

| \| andata (13ª) \| andata (13ª) \| Tredicesima giornata \| ritorno (26ª) \| ritorno (26ª) \| \| \| \| \| \| \| \| 22 apr. \| 1-0 \| Acquavivese-Barletta \| 1-3 \| giu. \| \| 22 apr. \| 1-1 \| Arsenale-Miraglia \| 2-1 \| 10 giu. \| \| 22 apr. \| 1-1 \| Bari-Audace \| n.d. \| 4 ago. \| \| 22 apr. \| 0-2 \| Gioia-Presidio \| n.d. \| 4 ago. \| \| 22 apr. \| 1-0 \| Grottaglie-Pro Italia \| n.d. \| 4 ago. \| \| 22 apr. \| 0-3 \| Matera-Altamura \| n.d. \| 4 ago. \| \| 22 apr. \| Riposa: Liberty \| \| \| 4 ago. \| |                 |                       |               |               |
| andata (13ª) | andata (13ª)    | Tredicesima giornata  | ritorno (26ª) | ritorno (26ª) |
| |                 |                       |               |               |
| 22 apr. | 1-0             | Acquavivese-Barletta  | 1-3           | giu.          |
| 22 apr. | 1-1             | Arsenale-Miraglia     | 2-1           | 10 giu.       |
| 22 apr. | 1-1             | Bari-Audace           | n.d.          | 4 ago.        |
| 22 apr. | 0-2             | Gioia-Presidio        | n.d.          | 4 ago.        |
| 22 apr. | 1-0             | Grottaglie-Pro Italia | n.d.          | 4 ago.        |
| 22 apr. | 0-3             | Matera-Altamura       | n.d.          | 4 ago.        |
| 22 apr. | Riposa: Liberty |                       |               | 4 ago.        |

| andata (13ª) | andata (13ª)    | Tredicesima giornata  | ritorno (26ª) | ritorno (26ª) |
|              |                 |                       |               |               |
| 22 apr.      | 1-0             | Acquavivese-Barletta  | 1-3           | giu.          |
| 22 apr.      | 1-1             | Arsenale-Miraglia     | 2-1           | 10 giu.       |
| 22 apr.      | 1-1             | Bari-Audace           | n.d.          | 4 ago.        |
| 22 apr.      | 0-2             | Gioia-Presidio        | n.d.          | 4 ago.        |
| 22 apr.      | 1-0             | Grottaglie-Pro Italia | n.d.          | 4 ago.        |
| 22 apr.      | 0-3             | Matera-Altamura       | n.d.          | 4 ago.        |
| 22 apr.      | Riposa: Liberty |                       |               | 4 ago.        |

## Statistiche

### Classifica non completa in divenire (girone andata)*
|             | 1ª | 2ª | 3ª | 4ª | 5ª | 6ª | 7ª | 8ª | 9ª | 10ª | 11ª | 12ª | 13ª |
|             |    |    |    |    |    |    |    |    |    |     |     |     |     |
| ----------- | -- | -- | -- | -- | -- | -- | -- | -- | -- | --- | --- | --- | --- |
| Acquavivese | 0  | 2  | 4  | 6  | 6  | 8  | 10 | 10 | 11 | 11  | 13  | 15  | 17  |
| Altamura    | 0  | 0  | 2  | 2  | 2  | 4  | 4  | 6  | 6  | 6   | 8   | 9   | 11  |
| Arsenale    | 0  | 1  | 3  | 3  | 3  | 5  | 7  | 9  | 11 | 13  | 13  | 15  | 16  |
| Audace      | 2  | 2  | 4  | 4  | 6  | 6  | 8  | 10 | 12 | 14  | 16  | 17  | 18  |
| Bari        | 2  | 4  | 6  | 8  | 10 | 12 | 14 | 15 | 16 | 16  | 18  | 19  | 20  |
| Barletta    | 2  | 3  | 3  | 5  | 5  | 5  | 5  | 7  | 7  | 8   | 9   | 9   | 9   |
| Gioia       | 0  | 2  | 4  | 6  | 8  | 8  | 8  | 9  | 11 | 12  | 12  | 12  | 12  |
| Grottaglie  | 2  | 2  | 2  | 2  | 2  | 2  | 2  | 2  | 2  | 4   | 6   | 8   | 10  |
| Liberty     | 0  | 0  | 0  | 2  | 2  | 2  | 2  | 2  | 2  | 2   | 2   | 4   | 4   |
| Matera      | 2  | 2  | 2  | 2  | 2  | 4  | 4  | 4  | 4  | 4   | 4   | 4   | 4   |
| Miraglia    | 0  | 2  | 2  | 2  | 4  | 6  | 8  | 10 | 12 | 14  | 14  | 15  | 16  |
| Presidio    | 2  | 4  | 4  | 6  | 8  | 8  | 10 | 10 | 10 | 12  | 13  | 13  | 15  |
| Pro Italia  | 0  | 0  | 0  | 0  | 2  | 2  | 2  | 2  | 4  | 4   | 4   | 4   | 4   |